# Voivodat de Masòvia
Masòvia (Mazowsze en polonès) és un dels setze voivodats que conformen Polònia, segons la divisió administrativa del 1998.

## Ciutats principals
- Varsòvia (1.834.100)
- Radom (229.700)
- Płock (130.700)
- Siedlce (78.100)
- Ostrołęka (58.300)
- Pruszków (53.200)
- Legionowo (52.100)
- Ciechanów (47.900)
- Otwock (44.400)
- Żyrardów (43.400)
- Sochaczew (39.400)
- Mińsk Mazowiecki (37.600)
- Wołomin (36.500)
- Mława (31.200)
- Piaseczno (28.200)
- Nowy Dwór Mazowiecki (27.600)
- Wyszków (27.200)
- Grodzisk Mazowiecki (26.600)
- Piastów (24.200)
- Ostrów Mazowiecka (23.800)
- Płońsk (23.300)
- Pionki (21.800)
- Kozienice (21.600)
- Gostynin (20.100)